# Тиморское сентаво
Восто́чнотимо́рское сента́во — несмотря на то, что основной денежной единицей Восточного Тимора является доллар США, в стране находятся в обращении разменные монеты номиналом в сентаво. На аверсе монет изображены: название государства, восточно-тиморские сюжеты и год чеканки, на реверсе — номинал и восточно-тиморская корона. Номинал монет обозначен в сентаво, 1 восточно-тиморский сентаво равен 1 центу США.
| Изображение | Номинал (сентаво) | Диаметр (мм) | Толщина (мм) | Масса (г) | Материал                                                             | Описание   | Годы выпуска               |
| ----------- | ----------------- | ------------ | ------------ | --------- | -------------------------------------------------------------------- | ---------- | -------------------------- |
|             | 1                 | 17           | 2,15         | 3,1       | сталь, плак. никелем                                                 | наутилус   | 2003—2005, 2012            |
|             | 5                 | 18,75        | 2,15         | 4,1       | сталь, плак. никелем                                                 | рис        | 2003—2006, 2010—2013, 2017 |
|             | 10                | 20,75        | 2,15         | 5,2       | сталь, плак. никелем                                                 | петух      | 2003—2006, 2010—2012       |
|             | 25                | 21,25        | 2,3          | 5,58      | сталь, плак. медью                                                   | лодка      | 2003—2006, 2011—2013, 2017 |
|             | 50                | 25           | 1,9          | 6,5       | сталь, плак. медью                                                   | кофе       | 2003—2006, 2011—2013       |
|             | 100               | 23,75        | 1,64         | 7         | Биметалл: центр — медно-никелевый сплав, кольцо — алюминиевая бронза | Боавентура | 2012, 2017                 |
|             | 200               | 25           | 2,15         | 8.65      | Биметалл: центр — алюминиевая бронза, кольцо — медно-никелевый сплав | корова     | 2017                       |